# 宮下敬夫
宮下 敬夫（みやした たかお、1964年7月22日 - ）は、東京都出身の俳優。ファイナル・バロック所属。元陸上自衛隊員。

## 人物
身長182cm。
趣味はスキューバダイビング。特技はアクション、殺陣、アクロバット、銃剣道（二段）、ジャズダンス、タップダンス、スキー、野球。

## 出演作品

### テレビドラマ
- ドラマチック22 / 悪魔をやっつけろ!（1990年、TBS）
- 世にも奇妙な物語 「冗費節減」（1991年、フジテレビ）
- 超光戦士シャンゼリオン 第3話「花嫁ゾロゾロ」、第4話「ああ友情 ああ無情」（1996年、テレビ東京） - 作業員
- ウイークエンドドラマ / KIRARA 第5、6話（1996年、テレビ朝日）
- 金曜エンタテインメント / モデルハウス（1996年、フジテレビ）
- 電磁戦隊メガレンジャー（1997年、テレビ朝日） - 立花
- 木曜ドラマ / 外科医・夏目三四郎 第1話「又三郎より凄い奴、現わる」（1998年、テレビ朝日）
- はみだし刑事情熱系 PART3 第12話「日本横断・涙の大誘拐!! 雪のアルペンルートを追え!」（1998年、テレビ朝日）
- はるちゃん3（1999年、フジテレビ）
- 月曜ドラマスペシャル→月曜ミステリー劇場（TBS）
  - 税務調査官・窓際太郎の事件簿 第4作「相続税が安くなる方法教えます 資産家殺しの狙いは膨大な遺産!?」（2000年） - 広島県警港南警察署刑事
  - 名探偵・金田一耕助シリーズ 第30作「人面瘡」（2003年） - 田代啓吉
  - ラストシーン（2003年）
  - 万引きGメン・二階堂雪 第11作「美形願望」（2004年） - 南条
  - 弁護士高見沢響子 第7作「消えたわが子よ!! 月の光とテディベアの謎…少女監禁殺害事件の法廷で男が発砲!! 勝ち目のない拳銃男の弁護に響子が挑む」（2005年） - 津川刑事
- リミット もしも、わが子が… 第一章「二人の女」（2000年、読売テレビ）
- つぐみへ…〜小さな命を忘れない〜（2000年、テレビ朝日）
- ギンザの恋（2002年、読売テレビ）
- 土曜ワイド劇場（テレビ朝日）
  - はみだし弁護士・巽志郎 第7作「運命の再会…愛しき人妻との湯けむり行脚! 磐梯山・猪苗代湖に消えたアリバイの証人を追え!!」（2003年4月19日） - 刑事
  - タクシードライバーの推理日誌 第17作「追跡する女乗客の秘密」（2003年7月12日） - 井川刑事
- 女と愛とミステリー / 警視庁心理分析捜査官・崎山知子 第2作「雨に歪む女の殺意」（2004年、テレビ東京） - 刑事
- ホーリーランド 第1話「無少年」（2005年、テレビ東京）
- 音女 第62話「檄を飛ばすオトメ」（2008年、テレビ朝日）
- 港古志郎警視 Season1 第8話「離れた家族」（2011年、BSフジ）
- 深夜の用心棒（2013年、チバテレビ） - 大和一徹
  - 深夜の用心棒〜EPISODE#0〜（2014年、チバテレビ） - 大和一徹

### テレビ番組
- ウッチャンナンチャンのウリナリ!!（日本テレビ）
- 世界痛快伝説!!運命のダダダダーン! 第四回（2000年、テレビ朝日）

### 映画
- N。45 第2話「パオさんとの復讐」（1994年、ビターズ・エンド） - 短剣（ダガー）
- 渡世無頼（1995年） - 須磨
- 麻雀飛翔伝 哭きの竜（1995年、竹書房）
- ガメラ2 レギオン襲来（1996年、東宝） - 仙台駐屯地の隊員
- 守ってあげたい!（2000年、日本出版販売）
- 新・男樹3（2000年）
- 突入せよ! あさま山荘事件（2002年、東映） - 警視庁第七機動隊（七機レンジャー隊長）
- 雀鬼くずれ2（2002年）※未公開作品
- 巌流島 -GANRYUJIMA-（2003年、東宝） - 侍乙
- ゴジラ×モスラ×メカゴジラ 東京SOS（2003年、東宝） - 護衛隊員（陸自護衛隊員）
- 月の光の下で（2005年）
- RESINの瞳（2012年） - 黒井川

### オリジナルビデオ
- ビー・バップ・ハイスクール（1996年）
- 麻雀飛翔伝 哭きの竜2、3（1996年）
- M[em] 女教師久美子の場合（1996年、ミュージアム）
- 新・男樹2（1997年）
- 催淫カウンセラー 記憶の中の殺人者（2000年）
- パラノイア（2000年）
- 日本抗争烈島 牙の如く（2001年）
- 業界の性 女プロデューサーの欲望 （2001年）
  - 業界の性2 新人アイドルの秘密 （2002年）
- 人妻の値段 匂いたつ欲情 （2001年）
- 実録 鯨道10 広島ヤクザ抗争史 総完結編 猛侠・門広（2001年）
- 隠忍術 SHINOBI シリーズ（2002年 - 2003年、ケイエスエス）
  - 隠忍術 SHINOBI（2002年）
  - 隠忍術 SHINOBI 弐（2002年）
  - 隠忍術 SHINOBI 参（2003年）
  - 隠忍術 SHINOBI 四 -殺戮の終末-（2003年）
- 愛人 昼間の情事（2002年）
- いもうと 幼い性衝動（2003年）
- 家庭教師の体験告白 性欲の虜 （2003年）
- 実録・義戦 森田幸吉伝（2002年） - 山下医師
- 新人ツアーコンダクター亜弥（2003年）
- 揺れる電車の中で 鳴る電話、狙われた義妹（いもうと）（2005年）
- サバイバル自衛隊（2005年）
- 個人授業DX 女教師と生徒の青い体験（2012年）
- 代紋の墓場（木村一八）（2015年 - 2016年、オールインエンタテインメント） - 豊田浩太（九条 双竜会幹部）
- 極道の門（木村一八版）（2017年 - 2020年、ファイナルバロック） - 菅原徳光（二代目大政組幹部 菅原組組長）
- 裏門釈放（2017年）
  - 裏門釈放2（2017年）
- ガスコップ
- 修羅がゆく
- 極道の紋章

### CM
- 三菱・エテルナ
- ソニー・コンピュータエンタテインメント PlayStation Portable用ソフト「ダービースタリオン2」（2006年）
- 新三共胃腸薬
- アサヒビール 「蔵出しビール」
- 花王 「モイスチャーミルクバブ」
- 日立ビルケア
- 味の素 「アミノバイタル」『ゴルフ編』